# Sam A. Kozer
Sam A. Kozer (* 19. Oktober 1871 in Steelton, Pennsylvania; † 12. Oktober 1935 in Portland, Oregon) war ein US-amerikanischer Politiker (Republikanische Partei).

## Werdegang
Sam A. Kozer, Sohn von Cathrine und George M. Kozer, wurde 1871 im Dauphin County geboren und wuchs dort auf. Über seine Jugendjahre ist nichts bekannt. 1888 graduierte er an der High School. In der Folgezeit war er als Zeitungsverkäufer von lokalen Zeitungen tätig und ging Gelegenheitsarbeiten nach. Dann arbeitete er für die Pennsylvania Steel Company. Nach 18 Monaten im Unternehmen stieg er zum Chemielaboranten auf.
Im Alter von 19 Jahren zog er nach Oregon, wo er in der ersten Zeit Gelegenheitsarbeiten nachging. In diesem Zusammenhang arbeitete er auf einer Farm und in einem Hotel in Gearhart (Oregon). Am 1. Februar 1890 trat er eine Anstellung als Clerk im Büro vom Recorder im Clatsop County an. In den folgenden acht Jahren arbeitete er in mehreren Büros im Clatsop County. Während dieser Zeit heiratete er 1896 Nannie Belcher aus Astoria (Oregon). 1898 wurde sein Boss, der Recorder Frank L. Dunbar, zum Secretary of State von Oregon gewählt. Konzer wurde dann zum Chief Clerk in dessen Büro ernannt.
Der Gouverneur von Oregon Frank W. Benson ernannte ihn 1909 zum Insurance Commissioner – ein Posten, den er bis 1911 innehatte. Er war die erste Person, welche diesen Posten bekleidete. Sein Jahresgehalt betrug 3.000 US-Dollar. 1911 wurde er zum ersten Deputy Secretary of State ernannt. Er bekleidete den Posten bis 1920. Ben W. Olcott war während dieser Zeit der Secretary of State von Oregon. Am 28. Mai 1920 wurde Kozer zum Secretary of State von Oregon ernannt und in den Folgejahren wiedergewählt. Er bekleidete den Posten bis zu seinem Rücktritt am 24. September 1928.
Danach wurde er zum Oregons Budget Director ernannt – ein Posten, den er bis 1931 innehatte. Ferner war er Leiter der Revisionsabteilung im State Board of Higher Education.